# Louisiana Superdome
El Louisiana Superdome (oficialmente por motivos de patrocinio Caesars Superdome) es un recinto deportivo ubicado en Nueva Orleans, Luisiana, Estados Unidos. Alberga los partidos que disputan como locales los New Orleans Saints de la National Football League (NFL).
Es el estadio que ha albergado más ediciones del Super Bowl de la NFL con ocho ediciones: 1978, 1981, 1986, 1990, 1997, 2002, 2013 y 2025. Es la casa del equipo de los New Orleans Saints de la National Football League desde 1975. Fue también, entre 1975 y 1979, la sede original de los Nueva Orleans Jazz, de la National Basketball Association. Además, el equipo de fútbol americano universitario Tulane Green Wave jugó allí entre 1975 y 2013.
Por otra parte, el Superdome alberga el Sugar Bowl de fútbol americano universitario desde 1975, y el BCS National Championship Game se jugó allí en 2008 y 2012.
El Campeonato de la División I de Baloncesto Masculino de la NCAA se ha jugado allí en cinco ediciones: 1982, 1987, 1993, 2003 y 2012.
En 1978, Muhammad Ali obtuvo su última victoria en boxeo ante Leon Spinks. En 1980 se realizó el segundo combate entre Sugar Ray Leonard y Roberto Durán. En 1983 se enfrentaron Wilfred Benítez y Thomas Hearns.
Los espectáculos de lucha libre profesional WrestleMania XXX y Wrestlemania 34 de la WWE se realizaron en el estadio en 2014 y 2018 respectivamente.

## Historia
El empresario local David Dixon (quien posteriormente fundó la Liga de Fútbol Americano de los Estados Unidos en la década de 1980) concibió el Superdome mientras intentaba convencer a la NFL de que otorgara una franquicia a Nueva Orleans. Tras albergar varios partidos de exhibición en el Estadio Tulane durante las típicas tormentas eléctricas del verano de Nueva Orleans, el comisionado de la NFL, Pete Rozelle, le dijo a Dixon que la NFL nunca se expandiría a Nueva Orleans sin un estadio con domo. Dixon obtuvo entonces el apoyo del gobernador de Luisiana, John McKeithen. Durante una visita al Astrodome en Houston, Texas, en 1966, McKeithen dijo: "Quiero uno de estos, solo que más grande", en referencia al propio Astrodome. Los bonos para la construcción del Superdome se aprobaron el 8 de noviembre de 1966, siete días después de que el comisionado Pete Rozelle otorgara a Nueva Orleans la 25.ª franquicia de fútbol americano profesional.
El estadio se concibió como un estadio multifuncional para fútbol americano, béisbol y baloncesto, con gradas móviles a nivel del campo, diseñadas específicamente para cada deporte, y áreas de tierra (para las bases y el montículo del lanzador) cubiertas con placas metálicas en el suelo (estas se cubrían con césped artificial durante los partidos de fútbol americano). Además, cuenta con salas de reuniones que podrían alquilarse para diversos fines. Dixon imaginó las posibilidades de organizar partidos simultáneos de fútbol americano de preparatoria y sugirió que la superficie sintética fuera blanca.  Blount International de Montgomery (Alabama), fue elegido para construir el estadio.
Durante la construcción de la cúpula, varias personas desarrollaron modelos excéntricos de la estructura: uno estaba hecho de azúcar y otro de monedas de un centavo. El llamado "modelo de un centavo" viajó a la exposición del Bicentenario de la adopción de la Declaración de Independencia en Filadelfia de 1976. Norman J. Kientz, oriundo de Nueva Orleans, construyó el modelo con 2697 monedas de un centavo y lo donó a la Junta de Comisionados del Superdome en abril de 1974.
Se esperaba que el estadio estuviera listo a tiempo para la temporada 1972 de la NFL, y el costo final de la instalación ascendería a $46 millones. En cambio, debido a retrasos políticos,  la construcción no comenzó hasta el 11 de agosto de 1971 y no se terminó hasta agosto de 1975, siete meses después de que se programara jugar el Super Bowl IX en el estadio. El Super Bowl se jugó por tercera vez en el Tulane Stadium en enero de 1975, en condiciones de frío y lluvia. Teniendo en cuenta la inflación, los retrasos en la construcción y el aumento de los costos de transporte causados por la crisis del petróleo de 1973, el precio final del estadio se disparó a $165 millones. Junto con la policía estatal, Elward Thomas Brady, Jr., un representante estatal de Terrebonne Parish y nativo de Nueva Orleans, llevó a cabo una investigación sobre posibles irregularidades financieras, pero el Superdome siguió adelante a pesar de los obstáculos.

### 1975-2004

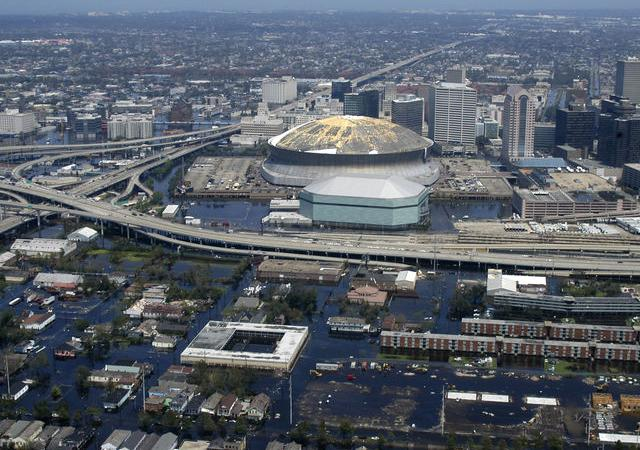
Vista aérea de la inundación en parte del Distrito Central de Negocios. El Superdome se encuentra en el centro, donde muchas personas se quedaron durante el paso del huracán Katrina en 2005.

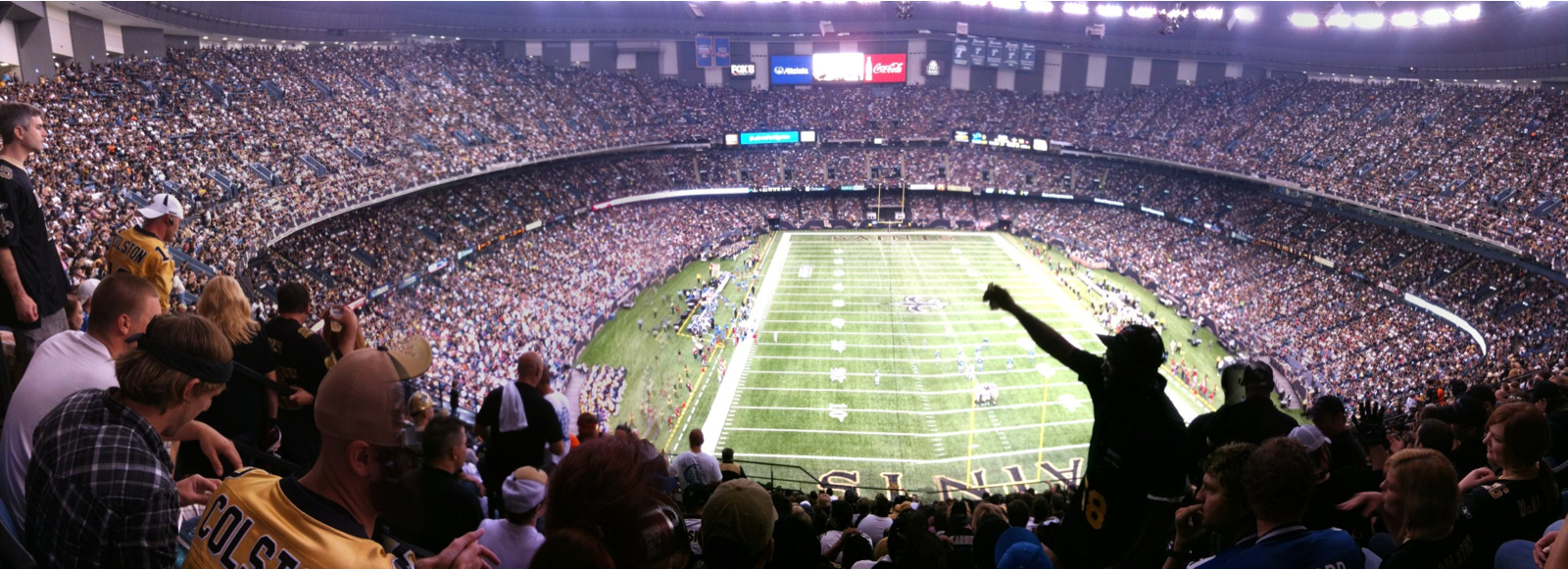
Panorámica del interior del estadio en el año 2009.

El estadio fue inaugurado en 1975 en terrenos que pertenecían al Girod Street Cemetery el que fue demolido para la construcción de esta instalación deportiva. Los New Orleans Saints se mudaron al Superdome en 1975 ; el partido inaugural en casa, el 28 de septiembre, fue una derrota por blanqueada de 21-0 ante los Cincinnati Bengals en el primer partido de la temporada regular disputado en estas instalaciones. El Estadio Tulane , sede original de los Saints, fue declarado inutilizable el día de la inauguración del Superdome.
Como indica su nombre, el estadio tiene un techo cerrado con forma de domo.
El primer Super Bowl jugado en el estadio fue el Super Bowl XII en enero de 1978, el primero en horario de máxima audiencia.
La superficie de juego de césped artificial original del Superdome fue producida y desarrollada por Monsanto (que fabricó la primera superficie de juego artificial para deportes, AstroTurf) específicamente para el Superdome, y se denominó "Mardi Grass".
El Superdome reemplazó la superficie "Mardi Grass" de primera generación por la superficie FieldTurf rellena de próxima generación a mediados de la temporada 2003, el 16 de noviembre.
El Superdomo se utilizó como refugio de último recurso para quienes en Nueva Orleans no pudieron evacuar tras el huracán Katrina el 29 de agosto de 2005. Después de los daños ocasionados por el desastre de las inundaciones, se instaló una nueva superficie Sportexe MomentumTurf para la temporada 2006.
En el Super Bowl XL del 5 de febrero de 2006, la NFL anunció que los Saints jugarían su primer partido en casa el 24 de septiembre de 2006 en el Superdome contra los Atlanta Falcons . El partido se pospuso posteriormente al 25 de septiembre.
La reapertura del domo se celebró con festividades que incluyeron un concierto gratuito al aire libre de los Goo Goo Dolls antes de la entrada de los aficionados, una actuación previa al partido de U2 y Green Day interpretando una versión de "The Saints Are Coming" de los Skids, y un lanzamiento de moneda dirigido por el entonces presidente George W. Bush. Ante la mayor audiencia de ESPN en la historia de aquel momento, los Saints ganaron el partido 23-3 con 70.003 asistentes, y tuvieron una temporada exitosa, llegando a su primer Juego de Campeonato de la NFC.

### 2008-presente
En 2008, se instalaron nuevas ventanas para que el edificio recibiera luz natural. Ese mismo año, también se remodeló la fachada del Superdomo, devolviéndole un tono blanco puro. Entre 2009 y 2010, se reemplazó toda la capa exterior del estadio, más de 37 000 m² (400 000 pies cuadrados ) de revestimiento de aluminio, con nuevos paneles de aluminio y aislamiento, devolviendo al edificio su exterior original de color bronce champán. También se añadió un innovador sistema de barrera de drenaje, que permitió que la cúpula conservara su fachada original.
A principios de 2011, comenzaron la demolición y la nueva construcción de la zona baja del estadio, reconfigurándola para aumentar la capacidad en 3500 asientos, ampliando la explanada de la plaza, construyendo dos salones tipo búnker y añadiendo puestos de comida. Los equipos derribaron las escaleras temporales que conectaban Champions Square con el Dome y las reemplazaron por escalones permanentes. Se amplió la planta de la plaza, reduciendo el espacio entre la explanada y los asientos de plaza, añadiendo nuevos baños y zonas de comida. Las renovaciones también pusieron fin a la capacidad del estadio para convertirse en una configuración de béisbol.

#### Derechos de denominación
Los derechos de denominación del Superdome se vendieron por primera vez en 2011 al fabricante de automóviles Mercedes-Benz, que renombró las instalaciones como «Mercedes-Benz Superdome». Mercedes-Benz no renovó el contrato, y en julio de 2021 se anunció que los derechos de denominación se venderían a Caesars Entertainment, bajo cuya propiedad pasó a llamarse «Caesars Superdome».

#### Estatua
El 27 de julio de 2012, se inauguró una estatua en una plaza junto al Superdome. La obra, titulada «Rebirth» (Renacimiento), representa una de las jugadas más famosas de la historia de los Saints: el bloqueo de Steve Gleason a un punt de Michael Koenen que los Saints recuperaron para anotar un touchdown al principio del primer cuarto del primer partido del equipo tras el huracán Katrina en el Superdome.

#### Super Bowl XLVII power failure
El Superdome acogió el partido de fútbol americano Super Bowl XLVII el 3 de febrero de 2013. Un corte parcial de electricidad interrumpió el partido durante unos 34 minutos en el tercer cuarto entre los Baltimore Ravens y los San Francisco 49ers. Esto provocó que CBS, que retransmitía el partido, perdiera algunas de sus cámaras, así como las voces en off de los comentaristas Jim Nantz y Phil Simms. En ningún momento se interrumpió la retransmisión del partido, aunque este se quedó sin audio durante unos dos minutos. Mientras se restablecía la luz, el reportero Steve Tasker informó sobre el corte como una noticia de última hora hasta que se restableció la energía suficiente para continuar con el partido.
El 8 de febrero de 2013, se informó de que un dispositivo de relé destinado a evitar una sobrecarga eléctrica había provocado el fallo.  El dispositivo estaba ubicado en una cámara eléctrica propiedad y operada por Entergy, la empresa de servicios eléctricos del área de Nueva Orleans. Dicha cámara se encuentra aproximadamente a 1/4 de milla (0,4 km) del Superdome. Un informe posterior de un auditor independiente confirmó que el dispositivo de relé fue la causa. El sistema eléctrico del Superdome nunca se vio comprometido.

### Incendio en el techo en 2021
El 21 de septiembre de 2021, se vio una espesa columna de humo negro saliendo de la parte superior del Superdome mientras los trabajadores realizaban tareas de renovación y mantenimiento en el techo. Una persona resultó herida en el incendio, que se inició cuando una hidrolavadora se incendió. Los bomberos controlaron el incendio en menos de una hora. El edificio no sufrió daños estructurales y los eventos futuros no se vieron afectados.

## Resultados en eventos de importancia

### Super Bowls
| Fecha                | Super Bowl | Equipo               | Puntos | Equipo               | Puntos | Asistencia |
| -------------------- | ---------- | -------------------- | ------ | -------------------- | ------ | ---------- |
| 15 de enero de 1978  | XII        | Dallas Cowboys       | 27     | Denver Broncos       | 10     | 76 400     |
| 25 de enero de 1981  | XV         | Oakland Raiders      | 27     | Philadelphia Eagles  | 10     | 76 135     |
| 26 de enero de 1986  | XX         | Chicago Bears        | 46     | New England Patriots | 10     | 73 818     |
| 28 de enero de 1990  | XXIV       | San Francisco 49ers  | 55     | Denver Broncos       | 10     | 72 919     |
| 26 de enero de 1997  | XXXI       | New England Patriots | 21     | Green Bay Packers    | 35     | 72 301     |
| 3 de febrero de 2002 | XXXVI      | St. Louis Rams       | 17     | New England Patriots | 20     | 72 922     |
| 3 de febrero de 2013 | XLVII      | Baltimore Ravens     | 34     | San Francisco 49ers  | 31     | 71 024     |
| 9 de febrero de 2025 | LIX        | Philadelphia Eagles  | 40     | Kansas City Chiefs   | 22     | 65 719     |

### WrestleMania 30

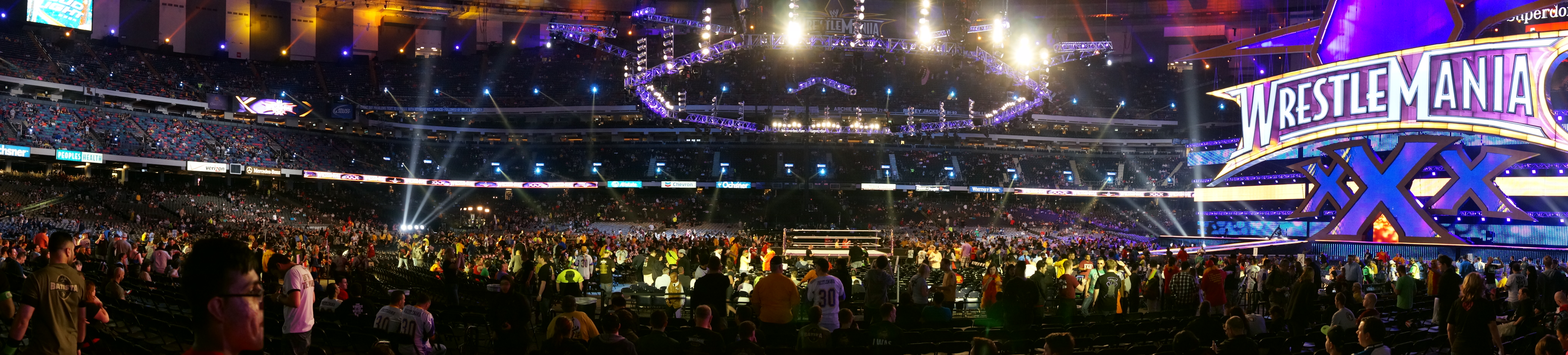
75,167 personas se reunieron en el Mercedes-Benz Superdome para disfrutar el evento.

El estadio albergó la trigésima edición del pago por evento WrestleMania de la compañía de lucha libre profesional WWE. Fue la primera ocasión en la que se celebró el evento en la ciudad de Nueva Orleans. En el evento, la racha de victorias del Undertaker fue terminada a manos de Brock Lesnar enfrente de 75 167 personas asistentes. Además, Daniel Bryan ganó dos combates. En el primer combate derrotó a Triple H para ganar un lugar en la Triple Amenaza pactada para ocurrir al final de la noche, para después, derrotar a Randy Orton y Batista ganando el Campeonato Mundial de WWE.

### WrestleMania 34
WrestleMania 34 fue la trigésima cuarta edición de WrestleMania, un evento PPV de lucha libre profesional producido por la WWE. El evento tuvo lugar el 8 de abril de 2018, en el Mercedes-Benz Superdome en la ciudad de Nueva Orleans, Luisiana. Este fue el segundo WrestleMania que tuvo lugar en Nueva Orleans después de WrestleMania XXX en 2014.
Los temas musicales del evento fueron "Celebrate" y "New Orleans" de Kid Rock,13 y "Let the Good Time Roll" de Freddie King.
En el evento principal, Brock Lesnar derrotó a Roman Reigns para retener su Campeón Universal de la WWE. El evento también fue notable por contar con la lucha debut de Ronda Rousey en la WWE, en la que hizo equipo con Kurt Angle venciendo a Triple H y a Stephanie McMahon en su debut, Daniel Bryan regresó al ring después de tres años, haciendo equipo con Shane McMahon para derrotar a Kevin Owens y Sami Zayn. El evento también fue notable por la racha de victorias consecutivas de Asuka llegando a su fin con una derrota ante Charlotte Flair con una asistentencia de 78 133 espectadores.